# De Haer
Het landhuis De Haer is een monumentaal pand in de Overijsselse plaats Oldenzaal.

## Beschrijving
De in eclectische stijl vormgegeven villa werd in 1881 gebouwd in opdracht van de textielfabrikant Christiaan Maurits Gelderman. Het landhuis De Haer is een ontwerp van de architect J. Moll. De verbouwing in 1927 is vermoedelijk, volgens de Rijksdienst voor het Cultureel Erfgoed, uitgevoerd op basis van een ontwerp van de architect A. de Maaker. De gevel aan de straatzijde heeft in het midden een driezijdig middenrisaliet. Deze zijde van de gevel heeft op de begane grond glasdeuren naar het voor het huis gelegen terras. Ter weerszijden van de uitbouw bevinden zich op de verdieping grote vensterpartijen. Het risaliet zelf heeft eveneens op de verdieping zowel in het middendeel als in de beide zijdelen grote vensterpartijen. Het risaliet wordt bekroond door een schilddak met dakkapel. De entree bevindt zich aan de noordoostzijde van het huis.
De tuin is omstreeks de jaren 1920-1921 opnieuw aangelegd door de landschapsarchitect P.H. Wattez. In de parkachtige tuin bevindt zich aan de voorzijde een vijver in de vorm van een "Napoleonshoed". Aan deze vijver staat een eendenhuisje in een oosterse stijl vormgegeven.
Het landhuis is erkend als rijksmonument vanwege de gaafheid van zowel het exterieur als van het interieur, waarvan grote delen nog in authentieke staat zijn. Ook de samenhang tussen het gebouw en de tuin speelde een rol bij de aanwijzing tot rijksmonument. De oorspronkelijk bestemming is gewijzigd. Het pand doet dienst als kantoorgebouw.

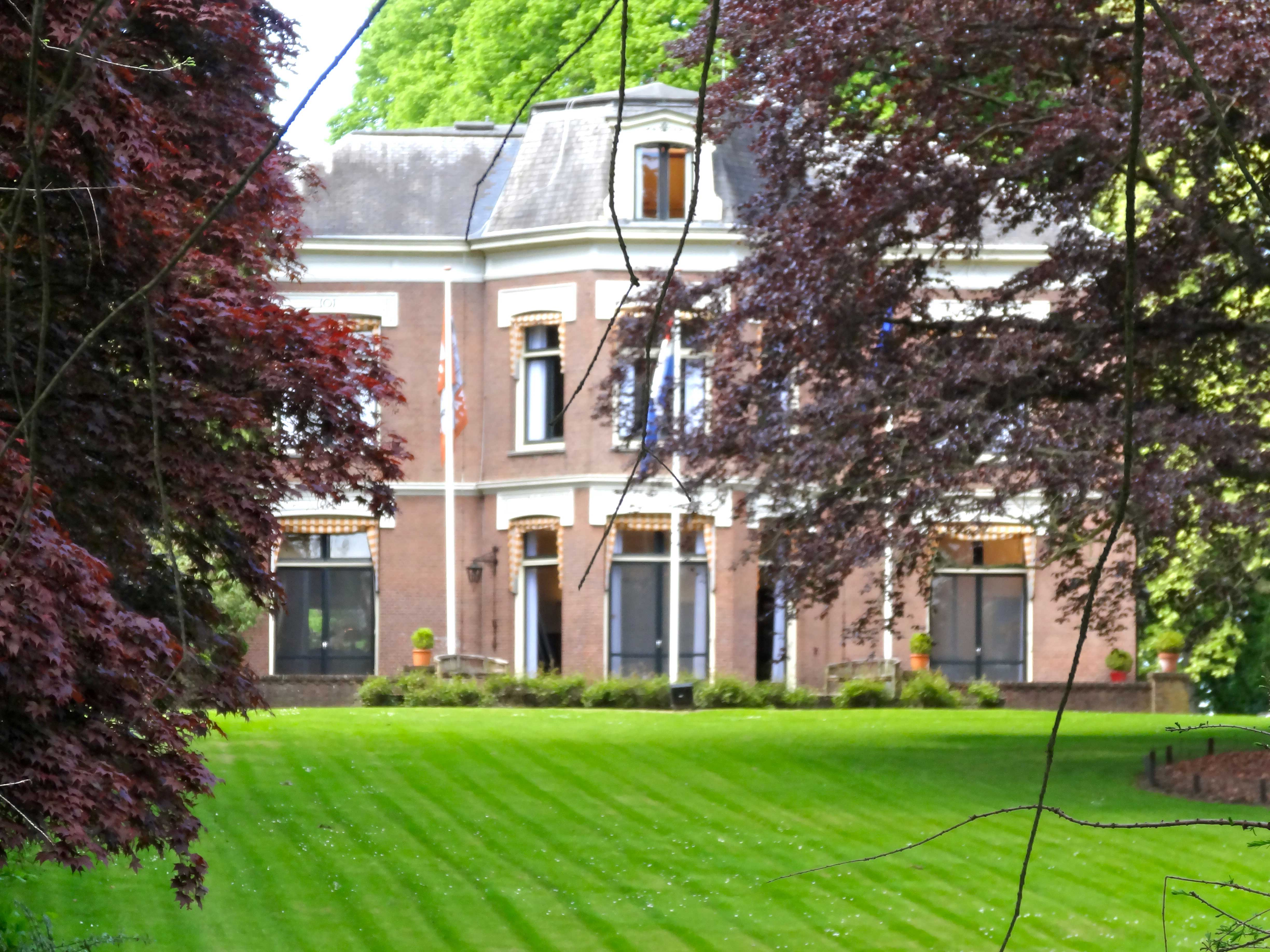
Straatzijde van het landhuis De Haer
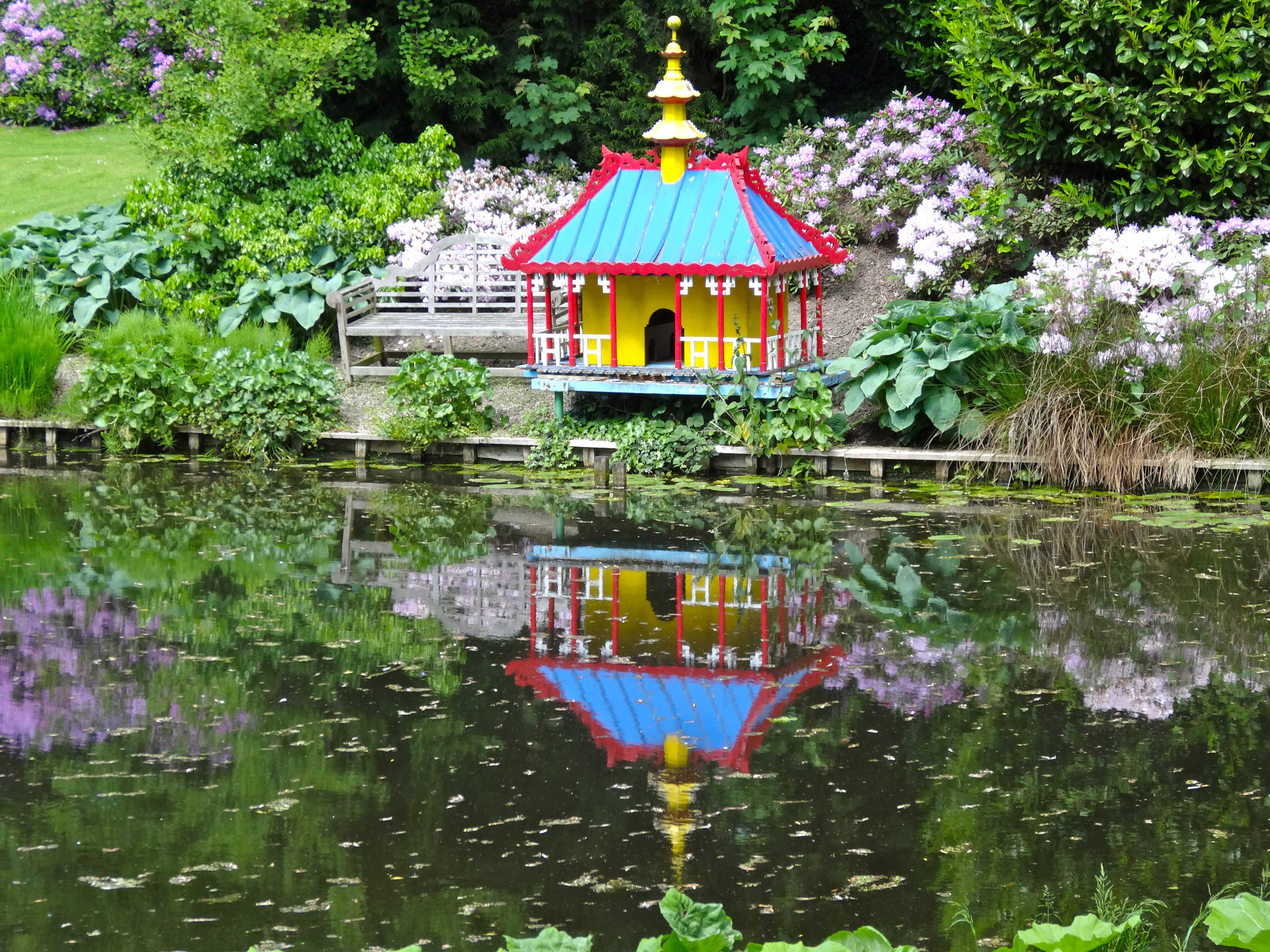
Vijver in de tuin voor De Haer